# Scotorythra megalophylla
Scotorythra megalophylla är en fjärilsart som beskrevs av Edward Meyrick 1899. Scotorythra megalophylla ingår i släktet Scotorythra och familjen mätare. IUCN kategoriserar arten globalt som utdöd. Inga underarter finns listade.

## Bildgalleri

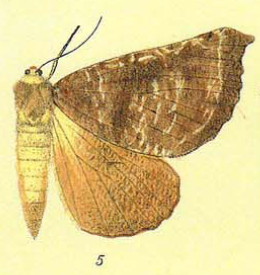